# Won in a Closet
Won in a Closet er en amerikansk stumfilm fra 1914 af Mabel Normand.

## Medvirkende
- Mabel Normand som Mabel
- Charles Inslee
- Charles Avery
- Alice Davenport
- Nick Cogley